# Polnisch-Litauische Union

Wappen Polen-Litauens

Als Polnisch-Litauische Union wird eine Reihe von Rechtsakten zwischen dem Königreich Polen und dem Großfürstentum Litauen bezeichnet, die seit Ende des 14. Jahrhunderts über 400 Jahre bestanden. Sie führten zur Errichtung des Staates Polen-Litauen im Jahr 1569 (siehe auch Rzeczpospolita), der zur regionalen Großmacht in Ostmitteleuropa aufstieg und eine für die damalige Epoche moderne Adelsrepublik unter der vom Parlament kontrollierten Regentschaft eines Wahlkönigs darstellte.

## Geschichte
Ursprünglich stellte das bis ins 14. Jahrhundert heidnische Großfürstentum Litauen für das bereits im 10. Jahrhundert christianisierte Königreich Polen eine Gefahr dar. Dessen Fürsten strebten nach einer territorialen Expansion und ließen regelmäßig polnische Grenzposten überfallen. Nach dem Aufstieg der litauischen Fürstendynastie der Gediminiden änderte sich jedoch die Beziehung beider Staaten zueinander, die sich gleichermaßen als Kontrahenten des Deutschen Ordens wiederfanden. Als erstes Bündnis beider Staaten gilt die 1325 geschlossene Heirat zwischen dem damaligen polnischen Kronprinzen und späteren König Kazimierz mit der litauischen Fürstentochter Aldona, die jedoch erneute Gebietskonflikte beider Staaten zunächst nicht verhindern konnte.
Die vor allem nach Osten rasch erfolgte Expansion unter dem litauischen Großfürsten Algirdas wuchs entgegen seiner Erwartungen zu einer ernsten Belastung für den Staat heran, die auch dynastische Streitigkeiten zur Folge hatte. Das verfeindete und aufstrebende Großfürstentum Moskau stellte nach dem Sieg über die Goldene Horde in der Schlacht auf dem Schnepfenfeld im Jahr 1380 für das Großfürstentum Litauen zudem eine ernste Bedrohung dar. Nach dem Tod von Algirdas 1377 musste sich dessen Sohn Jogaila die Herrschaft gewaltsam erstreiten. Im Königreich Polen saß nach dem Aussterben der polnischen Königsdynastie der Piasten wiederum seit 1384 die noch minderjährige Hedwig auf dem Thron. Jogailas Suche nach einem starken Verbündeten und der Sicherung seiner Macht, führten schließlich zur Union von Krewo. Die 1386 geschlossene Ehe Jogailas mit Hedwig, in deren Folge Jogaila den polnischen Thron in Krakau bestieg, beschloss schließlich die Personalunion beider Staaten.
Die Union von Krewo definierte zunächst nicht das nähere staatsrechtliche Verhältnis beider Staaten, wodurch es zu Konflikten um die Verteilung der Macht, aber auch um den Besitz der östlichen und südöstlichen Gebiete des Großfürstentums Litauen kam. 1401 wurde schließlich in der Union von Vilnius und Radom ein neuer Großfürst als Statthalter des Königs in Vilnius eingesetzt. Er konnte relativ selbständig regieren, war jedoch dem König in Krakau zu Treue verpflichtet. Diesem stand grundsätzlich das Recht auf die Ernennung des Großfürsten zu. 1413 wurde in der Union von Horodło das Einsetzungsrecht des Königs bestätigt. Dies sollte jedoch in Übereinstimmung mit dem litauischen Adel erfolgen. Des Weiteren wurde vereinbart, dass jeder neue polnische König ausdrücklich von litauischer Seite anerkannt werden sollte. Der polnische Adel nahm in der gleichen Unionsakte 47 litauische Adelsgeschlechter in seinen Verband auf. Damit war der Grundstein für das Zusammenwachsen des Adels beider Staaten gelegt, der auch dazu führte, dass sich die gesellschaftliche Oberschicht Litauens allmählich polonisierte.
Auch im inneren Aufbau glich sich das Großfürstentum Litauen dem Königreich Polen an, so wurde es zwischen 1504 und 1566 nach polnischem Muster in Woiwodschaften unterteilt.

## Die Rechtsakte
Die politischen Rechtsakte waren:
- 1385 Union von Krewo
- 1401 Union von Vilnius und Radom
- 1413 Union von Horodło
- 1432 Union von Grodno
- 1499 Union von Krakau und Vilnius
- 1501 Union von Mielnik
- 1569 Union von Lublin
- 1791 Verfassung vom 3. Mai 1791